# Youssou Ndoye
Pour les articles homonymes, voir Ndoye.
Youssou Ndoye est un joueur international sénégalais de basket-ball, né le 15 juillet 1991 à Dakar. Il mesure 2,13 m et évolue au poste de pivot.

## Biographie

### Lycée
Il commence sa formation en High school aux États-Unis à la Lee Academy dans l'État du Maine pendant deux ans. Avec une moyenne de sept points, sept rebonds et deux contres par match, il a été considéré comme l'un des meilleurs pivots.[réf. nécessaire]

### Université
À sa sortie du lycée, il rejoint la NCAA et les Bonnies de Saint Bonaventure. Ses statistiques sont de 11,8 points, 10,1 rebonds et 2,6 contres pour sa dernière année mais il n'est pas drafté à la sortie de son cursus.

### Professionnel
Bien que non drafté lors de la draft 2015 de la NBA, Ndoye rejoint les Spurs de San Antonio pour la Summer League 2015 et réalise une moyenne de 3,2 points et 1,8 rebond en six matchs. Le 28 septembre 2015, il signe aux Spurs et participe à trois rencontres de préparation avant d'être libéré par l'équipe. Il rejoint alors l'équipe affiliée à San Antonio en NBA Development League, les Spurs d'Austin. En juillet 2016, il participe à nouveau à la Summer League de 2016 avec les Spurs.
Le 26 juillet 2016, il signe finalement avec la JL Bourg en Pro B. Contribuant à la montée du club en Pro A, il reste dans l'Ain les deux saisons suivantes. Après trois saisons à Bourg-en-Bresse, il reste en France en signant à Nanterre.
Après quatre saisons en France, Youssou Ndoye signe en juin 2020 pour la première fois en Espagne au Real Betis Séville.
En août 2021, Ndoye s'engage pour une saison avec Orléans Loiret Basket, club français de première division.
Le 25 juillet 2022, il s'engage avec Daegu Kogas Pegasus, club de la Corée du sud. 

## Clubs successifs
- 2015-2016 :  Spurs d'Austin (D-League)
- 2016-2019 :  JL Bourg-en-Bresse (Pro B puis Pro A)
- 2019-2020 :  Nanterre 92 (première division)
- 2020-2021 :  Real Betis Baloncesto (Liga ACB)
- 2021-2022 :  Orléans Loiret Basket (Betclic Élite)
- 2022 :  Daegu KOGAS Pegasus (KBL)
- 2022-2023 :  Fundación CB Granada (Championnat d'Espagne de basket-ball)

## Palmarès
- Third-team All-Atlantic 10 (2015).
- Atlantic 10 All-Defensive Team (2015).
- Champion de France de Pro B 2017 avec la JL Bourg.

## Statistiques

### Universitaires
Les statistiques en matchs universitaires de Youssou Ndoye sont les suivantes :
| Saison    | Équipe            | Matchs | Titul. | Min./m | % Tir | % 3pts | % LF | Rbds/m. | Pass/m. | Int/m. | Ctr/m. | Pts/m. |
| --------- | ----------------- | ------ | ------ | ------ | ----- | ------ | ---- | ------- | ------- | ------ | ------ | ------ |
| 2011-2012 | Saint Bonaventure | 31     | 1      | 10,4   | 59,6  | 0,0    | 58,1 | 2,32    | 0,06    | 0,23   | 0,55   | 2,58   |
| 2012-2013 | Saint Bonaventure | 29     | 18     | 21,4   | 51,7  | 0,0    | 64,5 | 4,90    | 0,55    | 0,38   | 1,41   | 6,86   |
| 2013-2014 | Saint Bonaventure | 33     | 33     | 26,2   | 52,0  | 0,0    | 66,0 | 5,70    | 0,39    | 0,79   | 2,21   | 10,21  |
| 2014-2015 | Saint Bonaventure | 30     | 30     | 31,9   | 47,0  | 0,0    | 71,1 | 10,07   | 0,90    | 0,67   | 2,60   | 11,83  |
| Total     |                   | 123    | 82     | 22,5   | 50,8  | 0,0    | 67,3 | 5,72    | 0,47    | 0,52   | 1,70   | 7,89   |

### Professionnels

#### Saison régulière D-League
| Saison    | Équipe | Matchs | Titul. | Min./m | % Tir | % 3pts | % LF | Rbds/m. | Pass/m. | Int/m. | Ctr/m. | Pts/m. |
| --------- | ------ | ------ | ------ | ------ | ----- | ------ | ---- | ------- | ------- | ------ | ------ | ------ |
| 2015-2016 | Austin | 49     | 14     | 19,2   | 57,1  | 0,0    | 72,3 | 7,00    | 0,82    | 0,45   | 1,14   | 7,88   |
| Total     |        | 49     | 14     | 19,2   | 57,1  | 0,0    | 72,3 | 7,00    | 0,82    | 0,45   | 1,14   | 7,88   |

#### Playoffs D-League
| Saison    | Équipe | Matchs | Titul. | Min./m | % Tir | % 3pts | % LF | Rbds/m. | Pass/m. | Int/m. | Ctr/m. | Pts/m. |
| --------- | ------ | ------ | ------ | ------ | ----- | ------ | ---- | ------- | ------- | ------ | ------ | ------ |
| 2015-2016 | Austin | 6      | 4      | 21,5   | 77,4  | 0,0    | 88,9 | 6,33    | 0,50    | 1,00   | 1,67   | 9,33   |
| Total     |        | 6      | 4      | 21,5   | 77,4  | 0,0    | 88,9 | 6,33    | 0,50    | 1,00   | 1,67   | 9,33   |

## Vie privée
Ndoye, le fils de Penda et Ibrahima, a un grand frère, Mohammed, et deux grandes sœurs, Khadija et Maguette. Sa mère a joué pour l'équipe nationale du Sénégal ce qui a donné envie à Youssou de commencer le basket-ball.[réf. nécessaire]
Lors de la pandémie de Covid-19, Youssou Ndoye effectue un don de 15 000 euros sous forme de denrées de première nécessité en faveur des populations défavorisées du Sénégal.